# Championnats du monde de tennis de table 1965
Navigation
Édition précédente Édition suivante
Les championnats du monde de tennis de table 1965, vingt-huitième édition des championnats du monde de tennis de table, ont lieu du 15 au 25 avril 1965 à Ljubljana, en Yougoslavie.
Le chinois Zhuang Zedong remporte pour la troisième fois le titre en simple messieurs.

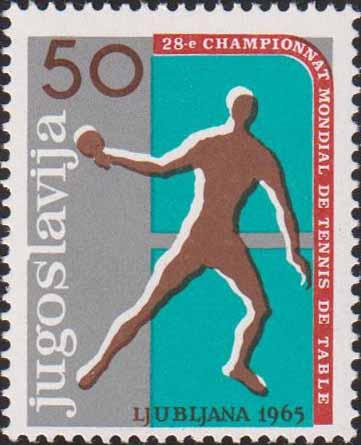
Timbre émis à l'occasion des championnats du monde 1965.